# Sodom and Gomorrah: The Last Seven Days
Sodom and Gomorrah: The Last Seven Days és una pel·lícula pornogràfica de 1975 dirigida i produïda pels germans Mitchell, ambientat en temps bíblics. És una interpretació lliure de la història de Sodoma i Gomorra, amb una subtrama on els extraterrestres observen la Terra. El capità espacial del seu vaixell té l'aspecte físic d'un ximpanzé i parla amb una veu que imita a John Wayne. La pel·lícula tenia un pressupost d'1 milió de dòlars, i la banda sonora va ser creada per Mike Bloomfield i Barry Goldberg. Nevertheless, it was a huge flop at the box office.

## Trama
Lot i la seva família es traslladen a Sodoma, on governa el rei Bera. Ell espera començar una vida com a comerciant, però en canvi s'enfronta a les estranyes lleis de la ciutat, que prohibeixen les relacions vaginals. Mentrestant, els esdeveniments són presenciats per una nau espacial extraterrestre que té un mico per capità.

## Repartiment
- Priscilla Alden - Ciutadana
- Tom Bowden - Ciutadà
- Sean Brancato - Rei Bera
- Deborah Brast - Leah 1
- Jacquie Brodie - Milcah
- Tom Carlton - Ciutadà